# عشتروت (حقل نفطي)
حقل عشتروت هو حقل نفط بحري تونسي يقع في خليج قابس، ويعد ثاني أكبر حقل في تونس، اكتشف في 1970، وبدأ في الإنتاج في 1974م.

## القدرة الإنتاجية
يتكون حقل عشتروت من خزان واحد يبلغ سمكه حوالي 70 مترًا، للخزان فوالق شديدة وبالتالي لا تتواصل آبار الإنتاج. المحروقات غير مشبعة بدرجة كافية، مع ضغوط قاع البئر في حدود 200 بار (الجزء الشرقي من الخزان) إلى 250 بار (الجزء الغربي من الخزان)، وبدرجات حرارة تصل إلى 140 درجة مئوية. تقع معظم الآبار على عمق كبير يصل إلى 3000 متر تقريبًا، وبالتالي فإن ضغوط رأس الأنابيب (THP) منخفضة وتتراوح من 8 إلى 10 بار. يُستخرج النفط بالماء، حيث أن الحقل محاط بآبار حقن المياه باستخدام مياه البحر.
خلال شهر ديسمبر 2020، بلغ عدد الآبار المنتجة 16 بئرا، عشرة منها تنشط برفع الغاز و ستة آبار بمضخات ESP كما توجد 7 آبار عبارة عن محاقن لحقن ما معدله 27 800 م3 من مياه البحر المعالجة من أجل الحفاظ على الضغط في الرواسب.
استعاد حقل عشتروت النفطي التقليدي 97.22 بالمائة من إجمالي الاحتياطيات القابلة للاسترداد، وبلغ الإنتاج ذروته في عام 1980. وبناءً على الافتراضات الاقتصادية، سيستمر الإنتاج حتى يصل الحقل إلى حده الاقتصادي في عام 2027. ويمثل الحقل حاليًا ما يقرب من 6 بالمائة الناتج اليومي للبلاد.
بلغ متوسط الإنتاج اليومي للحقل خلال عام 2018 839 م3/ يوم (5،313 برميل/يوم). كان متوسط الإنتاج اليومي خلال شهر نوفمبر 2020 هو 642 م3 / يوم (4040 برميل / يوم)، وخلال شهر ديسمبر 2020 هو 704 م3 / يوم (4433 برميل / يوم).

## علم طبقات الأرض
يتكون تشكيل المتلاوي في هذا الحقل من ثلاث وحدات رئيسية من الحجر الجيري. تبلغ سماكة الخزان حوالي 79 مترًا في الجزء الأوسط من الحقل، لكنها تتدهور بسرعة إلى صخور غير مسامية على طول الأجنحة الشمالية والشمالية الغربية والجنوبية الشرقية من الهيكل. استنتجت حدود السحن المسامية من الدراسات الزلزالية المركبة ودراسات المقطع العرضي الجيولوجي ومحاكاة المكامن. يتكون صخر الخزان من أحافير نوموليت بكميات متفاوتة من الأسمنت الصاري وكميات صغيرة من المايكريت.

## تاريخ
وصل إنتاجه إلى حوالي 5629 برميل يوميا سنة 2013. في 2020، صار الحقل مهددًأ بتوقف إنتاجه لغياب النجاعة الاقتصادية.
. توقف الإنتاج في حقل عشتروت النفطي لأول مرة يومي 20 و21 أبريل 2021 وذلك منذ تأسيس شركة سيربت المسيرة له بسبب إضراب العمال.

## الملاحظات
1. ↑  بلغ الإنتاج من الحقل ذروته في عام 1979 عند 47100 برميل في اليوم ومنذ ذلك الحين بدأ في الانخفاض.[5]